# Munna gallardoi
Munna gallardoi là một loài chân đều trong họ Munnidae. Loài này được Winkler miêu tả khoa học năm 1992.